# Gmina Kobiór
Die Gmina Kobiór (deutsch Kobier) ist eine Landgemeinde im Powiat Pszczyński der Woiwodschaft Schlesien in Polen. Ihr Sitz ist das gleichnamige Dorf mit etwa 4900 Einwohnern.

## Geschichte

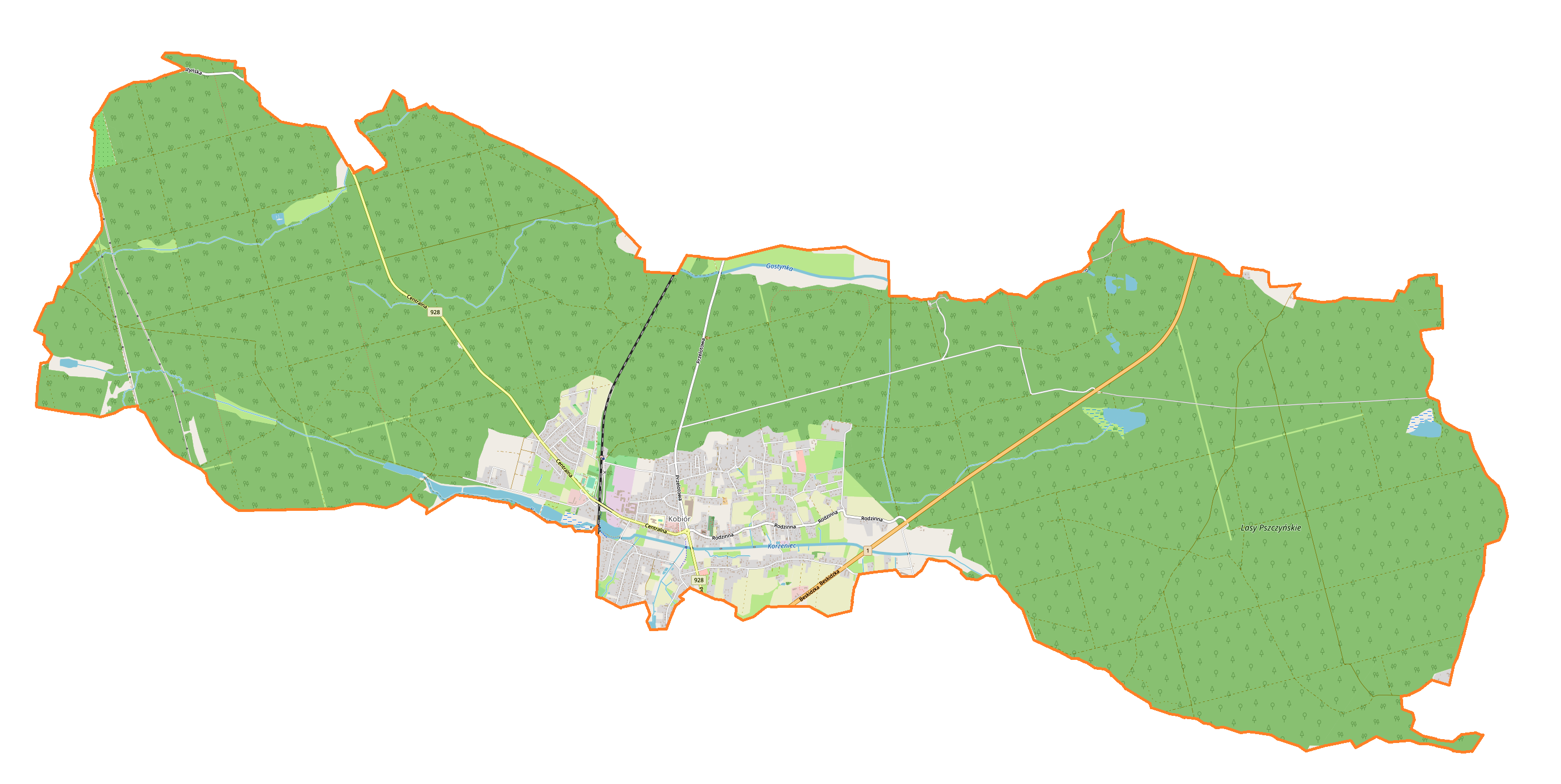
Karte der Landgemeinde

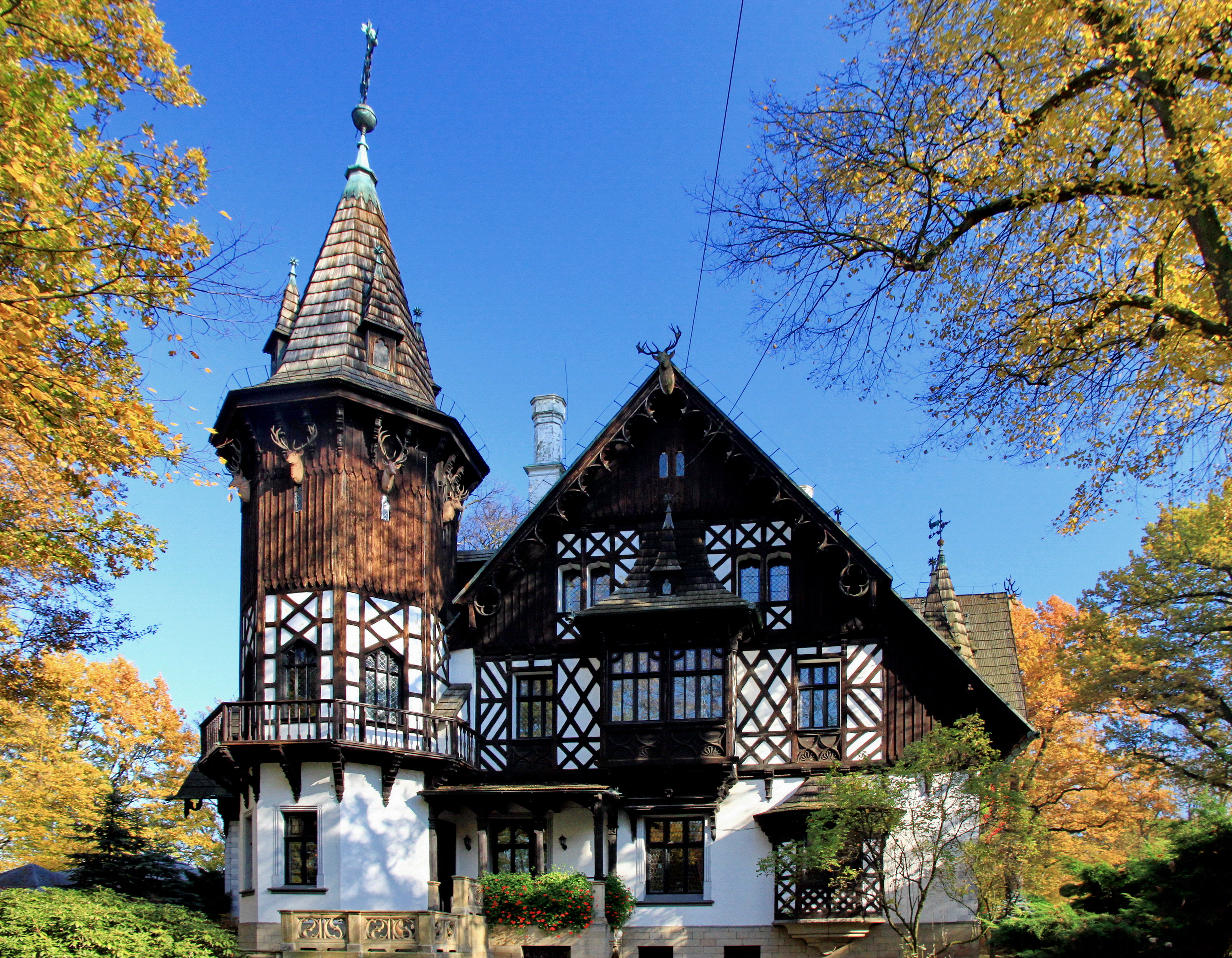
Jagdschloss Promnitz

Die Landgemeinde Kobiór wurde 1954 aufgelöst und 1973 wieder aus der Gromada Kobiór gebildet. Die Schulzenämter Czarków und Piasek kamen 1977 zur Gmina Pszczyna, Kobiór wurde 1977 Stadtbezirk von Tychy. Zum 2. April 1991 wurde die Landgemeinde Kobiór ein weiteres Mal gegründet.

## Partnergemeinden
- Dobšiná, Slowakei
- Sajószentpéter, Ungarn
- Šternberk, Tschechien

## Gliederung
Die Landgemeinde Kobiór umfasst seit 1991 nur noch das namensgebende Dorf (deutsche Namen amtlich bis 1945):
- Kobiór (Kobier)

Die Landgemeinde Kobiór umfasste von 1973 bis 1977 die Dörfer:
- Kobiór (Kobier)
- Czarków (Czarkow)
- Piasek (Sandau)

Promnice (Promnitz) ist ein Weiler der Landgemeinde am Jezioro Paprocańskie (Paprotzaner See).

## Baudenkmal
Jagdschloss Promnitz (polnisch Pałac myśliwski w Promnicach) wurde 1861 erbaut.